# Anthony Gerrard
Anthony Gerrard, född 6 juli 1986 i Liverpool, England, är en engelsk före detta fotbollsspelare. Han är kusin med Steven Gerrard.